# Tevi
Tevi — компьютерная игра в жанре метроидвании с элементами bullet hell, разработанная CreSpirit и GemaYue и выпущенная Neverland Entertainment в 2023 году для Windows и Nintendo Switch.
Игра была положительно воспринята критиками. Графическое исполнение, дизайн персонажей и аудио-составляющая получили очень высокие оценки, геймплей получил скорее положительные отзывы, а сюжет — смешанные.

## Игровой процесс
Геймплейно Tevi является духовным наследником Rabi-Ribi — предыдущей игры компании, сочетая те же жанры. Помимо заимствованных из своего предшественника знакомых элементов вроде комбо-рейтинга или апгрейда снаряжения, Tevi вносит некоторые нововведения как в режиме свободного передвижения по карте (крафт и улучшения на ходу), так и в боевую систему (орбитали, позволяющие использовать дальние магические атаки разного рода; эффект «Пробития» (англ. Break), вводящий противника во временное состояние ослабления).

## Разработка
Tevi была анонсирована 8 февраля 2023 для ПК, PlayStation 4, PlayStation 5 и Nintendo Switch с предполагаемой датой выхода в третьем квартале года. 20 апреля с выпуском нового геймплейного трейлера стало известно, что игра также должна выйти на Xbox One и Series X/S.
6 июля 2023 года разработчики выпустили трейлер боевой системы, а также объявили о наборе на закрытый бета-тест демоверсии игры.
Релиз на Windows и Nintendo Switch состоялся 30 ноября того же года. Версии для PlayStation и Xbox были отложены на 2024 год. За разработку отвечали CreSpirit и GemaYue.

## Восприятие
| Сводный рейтинг       | Сводный рейтинг           |
| Агрегатор             | Оценка                    |
| --------------------- | ------------------------- |
| Metacritic            | PC: 83/100 Switch: 81/100 |
| OpenCritic            | 83/100                    |
| Иноязычные издания    |                           |
| Издание               | Оценка                    |
| Destructoid           | 8,5/10                    |
| Gamezebo              | 70/100                    |
| Hardcore Gamer        | [ 18 ]                    |
| Nintendo World Report | 9/10                      |
| TouchArcade           | 4,5/5                     |

Согласно Metacritic, игра получила «в основном положительные» отзывы от критиков.
Игровой процесс был хорошо воспринят критиками. В основном они хвалили боевую систему, в частности битвы с боссами, процесс исследования локаций, почти всегда вознаграждающий игрока, но критиковали медленный темп в начале игры. Критик из Destructoid сравнивает босс-битвы в Tevi с Armored Core VI: по её словам, «обе [игры] предоставляют бешеные и одновременно сложные сражения, которые всегда честны [по отношению к игроку]». Gamezebo отмечает репетативность регулярных противников. TouchArcade пишет, что в некоторых местах игры непонятно, куда можно взобраться и что можно уничтожить.
Графическое исполнение было оценено положительно. Destructoid отмечает, что внутриигровые локации обладают отличимыми друг от друга атмосферами. Gamezebo критикует повторяющиеся модели противников. Дизайн персонажей также получил похвалу от критиков, в частности Destructoid хвалит дизайн главной героини, Теви, а рецензентка из Gamezebo — её спутников, Сейбл и Селии; ещё она вместе с критиком из TouchArcade хвалили озвучание героев. Hardcore Gamer и Nintendo World Report отмечают хороший саундтрек.
Сюжет получил смешанные отзывы. Destructoid пишет, что по началу история довольно скучная и «напоминает несмешное аниме» из-за разговоров о размере груди Селии и помешанности отца Теви на кроликах. Nintendo World Report пишет, что история интересная.